# Класическа археология
Класическата археология (или Античната археология) е дял на археологията, изследва обществата от античният период в средиземноморския регион въз основа на оцелели материални доказателства. Класическите археолози – за разлика от други видове археолози, се фокусират предимно върху цивилизациите на древна Гърция и древен Рим. Често класическата археология обхваща и района на Близкия Изток, особено в древните цивилизации на Месопотамия, древен Египет и древна Сирия, като в това отношение има допирни точки с библейската археология (археология на Библейските земи). Важен клон на класическата археология се фокусира върху праисторическите култури на Средиземноморието, като – минойците, микенците и др. Класическата археология е тясно свързана с изучаването на класическите езици (гръцки, латински), както и с изучаването на античното изкуство.